# طالب‌قشلاقی
طالب‌قشلاقی روستایی است که در استان اردبیل، شهرستان اردبیل، بخش مرکزی، دهستان ارشق شرقی قرار دارد.

## توضیحاتی درباره روستا
بر اساس سرشماری سال ۱۳۹۵ جمعیّت این روستا ۱۴۰۹ نفر با ۴۰۰ خانوار بوده‌است.
فاصله روستا از مرکز شهر اردبیل ۲۲ کیلومتر می باشد.
مردم روستا اکثرا به کشاورزی و دامداری مشغول هستند،البته ناگفته نماند که خرید و فروش سیب زمینی از دیگر شغل های پر طرفدار در روستا میباشد.
یکی از بزرگترین مشکلات این روستا دفن زباله های شهر اردبیل در این روستا می باشد که باعث به وجود آمدن معضلات کثیری در این روستا شده است.
یکی دیگرازمشکلات این روستاپیدایش حیوانات خطرناک مثل خوک وخرس شده که موجب ناآرامی اهالی گشته است.
سیب زمینی،گندم،چغندر عمده محصولات کشاورزی روستا می باشد.